# Храм Казанской иконы Божией Матери (Поречье)
Церковь Иконы Божией Матери Казанская в Поречье (Казанская церковь) — православный храм Рузского благочиния Московской епархии, расположенный в деревне Поречье Рузского района Московской области.

## История
Нынешняя церковь во имя Казанской иконы Божией Матери, каменная, в стиле русского барокко, по типу ярусного центрического храма, была построена в 1763 году на средства помещицы Марии Петровны Яковлевой, а, в 1783 году, ею же построена колокольня «из кирпича, а крыша каменная».
В 1848 году стоявшую отдельно колокольню соединили с церковью каменной стеной — по описи 1887 года на колокольне имелось 5 колоколов. В 1895 году, на средства настоятеля, Михаила Сергиевского, была куплена изба, в которой открыта церковно-приходская школа на 48 учеников, в 1913 году была построена новая.
Храм был закрыт в 1929 году, последний священник, Александр Волоснухин, погиб при неизвестных обстоятельствах. После закрытия храм был осквернён, разграблен и со временем превратился в руины.
4 декабря 1974 года храм получил статус республиканского памятника архитектуры, однако охранные или восстановительные работы не проводились.
В 1990 году храм возвратили верующим, в 1991 году полностью восстановили остов, в 1997 году завершилась реставрация, сделан внешний и внутренний ремонт храма.

## Духовенство
- Настоятель храма — протоиерей Димитрий Разинский[1].